# Universidad Oberlin
Oberlin University (桜美林大学 Ōbirin daigaku) es una universidad privada en Machida, Tokio, Japón. Fue fundada en 1946.

## Historia
El nombre de la universidad honra a Jean Frederick Oberlin. El nombre pone de relieve los lazos históricos de la universidad con el Oberlin College de Estados Unidos.
La universidad tuvo un colegio universitario, Obirin Junior College (桜美林大学短期大学部 Ōbirin Daigaku Tankidaigakubu), entre 1950 y 2007. Originalmente tenía un departamento académico, que enseñaba el idioma y la literatura inglesa. En 1955 se creó un segundo departamento, Ciencias de la vida. La universidad comenzó a aceptar estudiantes varones en 1999. El departamento de ciencias de la vida dejó de admitir estudiantes en 1999. La universidad se cerró en 2007.

## Antiguos alumnos destacados
- Tokiko Ishida: animadora
- Murasaki Kanda: Kōdan
- Yuka Kashino: Miembro del grupo de pop Perfume.
- Mie Koyanagi: Periodista
- Isao Ogawa: Político
- Ayano Ōmoto: Miembro del grupo de pop Perfume.
- Iriko Seki: Periodista
- Azusa Takehana: Modelo
- Yinling: Actor y cantante japonés

## Otros sitios web
- Sitio web de la Universidad J.F. Oberlin (en inglés)
- Obirin Junior College (en japonés)

- Datos: Q1017656
- Multimedia: Oberlin University / Q1017656